# Force aérienne indienne
Pour les articles homonymes, voir IAF.
La Force aérienne indienne (en anglais : Indian Air Force, ou IAF) est la composante aérienne des Forces armées indiennes. Fondée en 1932, elle regroupe en 2007 près de 170 000 membres et dispose de 1 300 aéronefs (dont 600 avions de combat).

## Histoire

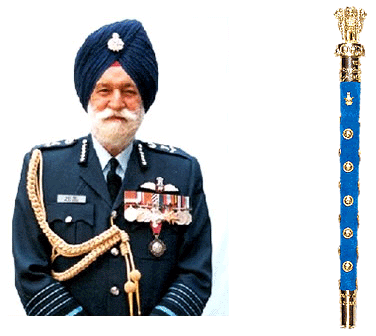
Arjan Singh (1919-2017), unique Maréchal de l'Armée de l'air indienne en 2002.

La Force aérienne indienne a été créée dès 1932 (sous colonisation anglaise) au sein de la British Indian Army et assure la surveillance aérienne du Raj britannique grâce à une unité de 19 pilotes indiens et six officiers de la RAF aux commandes de quatre biplans Wapiti. Durant la Seconde Guerre mondiale, la Force aérienne indienne parviendra avec les autres unités à stopper l'avance des Japonais en Birmanie.
En 1945, l'armée de l'air indienne obtient le préfixe « Royal » pour services rendus, mais retirera ce préfixe en 1950 lorsque l'Inde deviendra une république. Lors de l'indépendance fin octobre 1947 et les affrontements avec le Pakistan, la RIAF (Royal Indian Air Force) comptait six escadrons de chasseurs-bombardiers Hawker Tempest avec huit avions par escadron, une escadrille de transport léger avec sept Dakota, vingt Supermarine Spitfire et quatre avions d'entraînement Harvard.
La guerre sino-indienne aboutit à une réorganisation complète de la logistique de l'armée de l'air, la création en 1966 d'un régiment de parachutistes et l'achat de MiG-21 à l'URSS (dont certains sont encore en service) et leur construction sous licence. Dans les années 2000, ce chasseur forme encore l'ossature de la force de combat.
Pendant le conflit de Kargil, l'IAF a contribué à une fin rapide des combats grâce notamment à ses Mirage 2000 qui ont accompli des bombardements très précis des positions pakistanaises. Le 10 août 1999, avec deux MiG-29, l'armée de l'air a intercepté et abattu un Breguet Atlantic pakistanais qui aurait violé l'espace aérien indien. Gunjan Saxena est la seule femme à avoir participé à ce conflit en tant que pilote.
Le taux d'attrition de cette force est relativement élevé. On dénombre de 1970 à 2010 un millier d'avions perdus accidentellement, dont, au 19 avril 2012, 476 des 946 MiG-21 perçus - causant la mort de 171 pilotes, 39 civils et 8 autres militaires - et un tiers des 158 SEPECAT Jaguar entrés en service à partir de 1979. Le nombre d'accidents est cependant en réduction : trente avions perdus par an en 1980, vingt-trois en 1990, dix-huit en 2000, dix en 2010. Le 31 janvier 2012 Dassault annonce qu'il va vendre 126 Rafale à l'aviation indienne pour une somme de 12 milliards de dollars (9 milliards d'euros) dans le cadre de la compétition MRCA.
Fin mars 2015, le ministère de la défense aurait approuvé l'acquisition de deux Airbus A330 AWACS plus quatre autres par la suite.
Le 10 avril 2015, le Premier ministre indien Narendra Modi annonce son intention d'acheter 36 Rafale « prêts à voler » tandis que le contrat MMRCA serait toujours en cours de négociations.
Le 27 février 2019, durant la confrontation indo-pakistanaise de 2019, un Mig-21 Indien est abattu par un chasseur de la Force aérienne pakistanaise. Un hélicoptère Mil Mi-17 V5 de la Force aérienne indienne est détruit lors d'un tir ami par un missile sol-air Spyder dans le district de Badgam tuant les six personnes à son bord et une personne au sol. L'Inde revendique la destruction d'un F-16 pakistanais.

## Structure de l'Indian Air Force

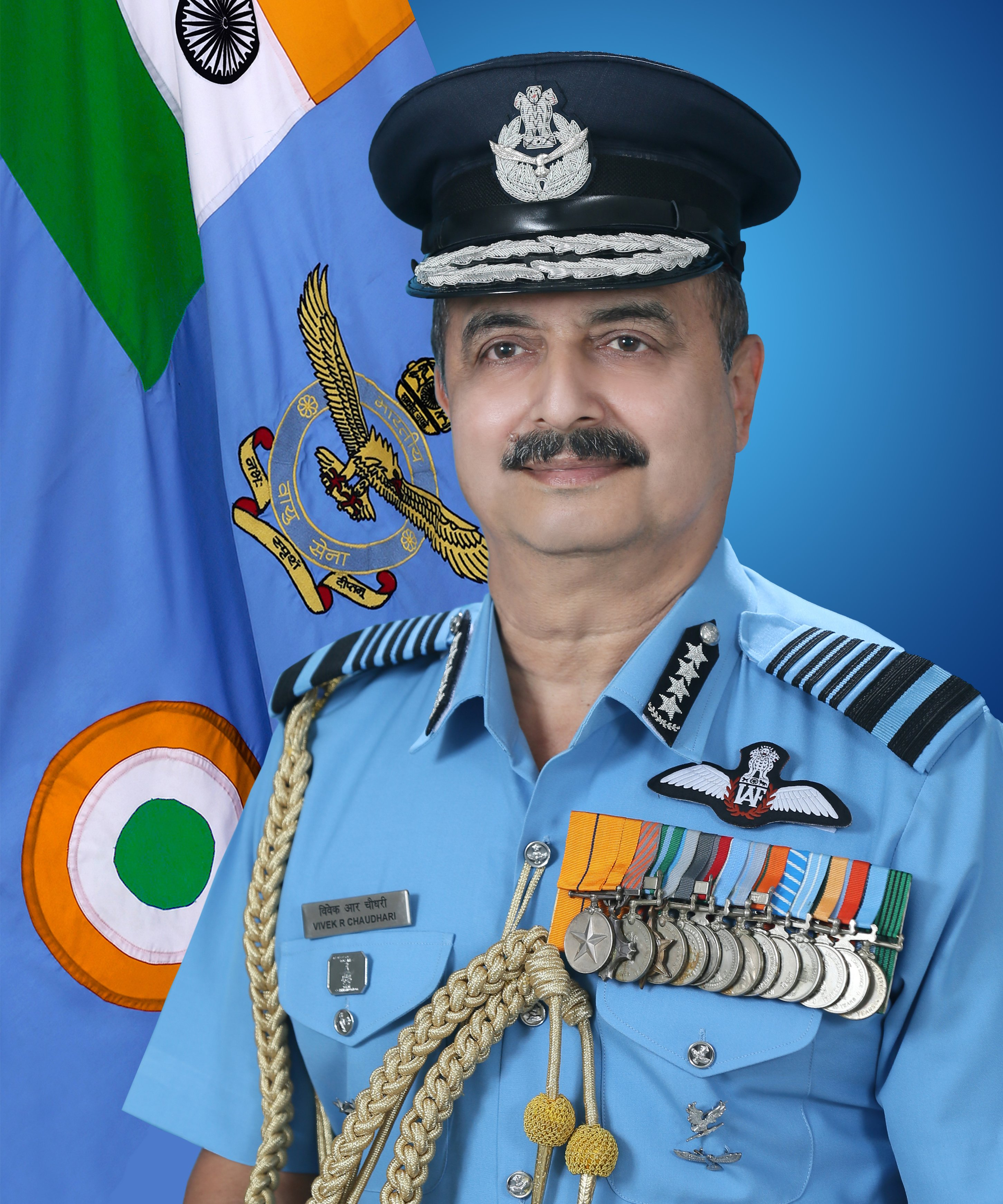
Vivek Ram Chaudhari, le 27e chef d'état-major de la Force aérienne indienne en poste depuis 2021.

Le commandement de la Force aérienne indienne est assuré par un commandant assisté de six officiers (vice-commandant de la Force aérienne, commandant-adjoint de la Force aérienne, commandant de la Force aérienne responsable de l'administration, commandant de la Force aérienne responsable du personnel, l'inspecteur de la sécurité aérienne et le commandant de la maintenance).
En janvier 2017, elle dispose de 33 escadrons de combat à 12 appareils contre 37,5 prévus. Dans l'avenir, il est escompté un total de 42 escadrons.
Le 1er février 2018, l'IAF comptait 3 855 pilotes pour un effectif théorique de 4 231.
L'espace aérien indien est divisé en cinq régions disposant de leur propre commandement.
| Commandements               | Situation                  |
| --------------------------- | -------------------------- |
| Commandement de l'Ouest     | New Delhi                  |
| Commandement de l'Est       | Shillong, Meghalaya        |
| Commandement du Centre      | Allahabad, Uttar Pradesh   |
| Commandement du Sud         | Thiruvananthapuram, Kerala |
| Commandement du Sud-Ouest   | Gandhinagar, Gujarat       |
| Commandement d'entrainement | Bangalore, Karnataka       |
| Commandement de maintenance | Nagpur, Maharashtra        |

## Liste des aéronefs de l'IAF
Les appareils en service en 2021 sont les suivants :
| Aéronefs                               | Origine            | Type                                  | En service       | Versions                                                    | Notes                                                                                                 |                  |
| Avions de chasse                       | Avions de chasse   | Avions de chasse                      | Avions de chasse | Avions de chasse                                            | Avions de chasse                                                                                      | Avions de chasse |
| -------------------------------------- | ------------------ | ------------------------------------- | ---------------- | ----------------------------------------------------------- | --- | ---------------- |
| Mikoyan-Gourevitch MiG-21              | Union soviétique   | Avion de chasse                       | 70               | MiG-21 Bison MiG-21M/MF Fishbed MiG-21U/UM Mongol MiG-21bis | En cours de suppression progressive (2022)                                                            |                  |
| Mikoyan-Gourevitch MiG-29              | Russie             | Avion de combat multirôle             | 65               | MiG-29A Fulcrum (dont 12+ MiG-29UPG) MiG-29UB Fulcrum       | |                  |
| Soukhoï Su-30MKI                       | Russie Inde        | Avion de combat multirôle             | 260              | Su-30MKI Flanker H                                          | 12 en commande (2022)                                                                                 |                  |
| HAL Tejas                              | Inde               | Avion de combat multirôle             | 105              | 32 Mk.1 73 Mk.2                                             | 8 (Mk.1)+ 73 (Mk.2) en commande (2022)                                                                |                  |
| Dassault Rafale                        | France             | Avion de combat multirôle             | 36               | Rafale EH Rafale DH                                         | sur BA d’Ambala de l'escadron n° 17 Golden Arrows BA d'Hasimara                                       |                  |
| Vajra (Dassault Mirage 2000)           | France             | Avion de combat multirôle             | 40 10            | 2000E/I (2000H) 2000ED/IT (2000TH)                          | En cours de modernisation de mi-vie                                                                   |                  |
| SEPECAT Jaguar                         | France Royaume-Uni | Avion d'attaque au sol                | 79 12 39         | Jaguar IS Jaguar IB Jaguar IM                               | En cours de modernisation avec Radar EL/M- 2052                                                       |                  |
| Avions de transport                    |                    |                                       |                  |                                                             | |                  |
| Lockheed C-130 Hercules                | États-Unis         | Avion de transport tactique           | 12               | C-130J-30 Hercules                                          | |                  |
| McDonnell Douglas C-17 Globemaster III | États-Unis         | Avion de transport tactique           | 11               | C-17A Globemaster III                                       | Livré entre 2013 et 2014                                                                              |                  |
| Iliouchine Il-76                       | Union soviétique   | Avion de transport tactique           | 17               | Il-76MD Candid                                              | |                  |
| Antonov An-32                          | Union soviétique   | Avion de transport                    | 63 39            | An-32 An-32RE Cline                                         | |                  |
| CASA C-295                             | Espagne Inde       | Avion de transport tactique           | 0(+56)           |                                                             | Commandés en mai 2015                                                                                 |                  |
| Hawker Siddeley HS.748                 | Royaume-Uni        | Avion de transport                    | 57               |                                                             | |                  |
| Dornier 228                            | Allemagne          | Avion de transport léger              | 53               |                                                             | |                  |
| Boeing 707                             | États-Unis         | Avion de transport VIP                | 1                |                                                             | |                  |
| Boeing 737                             | États-Unis         | Avion de transport VIP                | 4 3              | B-737-200 B-737BBJ                                          | En 2021, les 3 B-737-200 sont les plus anciens avions de l'IAF                                        |                  |
| Avions ravitailleurs et AWACS          |                    |                                       |                  |                                                             | |                  |
| Embraer ERJ 145                        | Brésil             | AWACS                                 | 2                | EMB-145AEW                                                  | |                  |
| Iliouchine Il-76                       | Union soviétique   | AWACS                                 | 3                | Il-76TD Phalcon                                             | Il-76 modifié, équipé du radar israélien EL/W-2090 Phalcon                                            |                  |
| Iliouchine Il-78                       | Union soviétique   | Avion ravitailleur                    | 6                | Il-78 Midas                                                 | |                  |
| Gulfstream IV                          | États-Unis         | Avion de surveillance (ISR)           | 3                | Gulfstream IV SRA-4                                         | |                  |
| Avions d'entraînement                  |                    |                                       |                  |                                                             | |                  |
| BAe Hawk                               | Royaume-Uni        | Avion d'entraînement                  | 89               | Hawk Mk132                                                  | |                  |
| HAL HJT-16 Kiran                       | Inde               | Avion d'entraînement                  | 78               | HJT-16 Kiran MkI HJT-16 Kiran MkII                          | |                  |
| Pilatus PC-7                           | Suisse             | Avion d'entraînement                  | 75+38            | PC-7 Turbo Trainer MkII                                     | |                  |
| Hélicoptères                           |                    |                                       |                  |                                                             | |                  |
| Boeing AH-64E Apache                   | États-Unis         | Hélicoptère de combat                 | 22               |                                                             | Cérémonie de réception des premiers exemplaires le 10 mai 2019 et livraison à partir de juillet 2019, |                  |
| HAL Light Combat Helicopter            | Inde               | Hélicoptère de combat                 | 0 (65)           |                                                             | 65 unités commandées pour la force aérienne                                                           |                  |
| Boeing CH-47F Chinook                  | États-Unis         | Hélicoptère de transport              | 15               |                                                             | |                  |
| Mil Mi-17                              | Union soviétique   | Hélicoptère de transport              | 223(48)          | Mi-17V-5 Hip H Mi-17/Mi-17-1V Hip H                         | |                  |
| Mil Mi-24                              | Union soviétique   | Hélicoptère de transport et de combat | 15               | Mi-25/Mi-35 Hind                                            | |                  |
| Mil Mi-26                              | Union soviétique   | Hélicoptère de transport lourd        | 4                | Mi-26 Halo                                                  | |                  |
| Sud-Aviation SA315B Lama               | France             | Hélicoptère utilitaire léger          | 17               | Cheetah                                                     | |                  |
| Sud-Aviation SA316 Alouette III        | France             | Hélicoptère utilitaire léger          | 40               | SA316B Alouette III (Chetak)                                | |                  |
| HAL Dhruv                              | Inde               | Hélicoptère multirôle                 | 191(73)          |                                                             | |                  |
| Drones                                 |                    |                                       |                  |                                                             | |                  |
| IAI Heron                              | Israël             | Drone de reconnaissance               | 49               |                                                             | |                  |
| IAI Searcher                           | Israël             | Drone de reconnaissance               | N/A              | Searcher MkII                                               | |                  |
| DRDO Lakshya                           | Inde               | Drone de cible                        | 15               |                                                             | |                  |

### Anciens aéronefs
| Aéronefs                  | Origine          | Type                   | En service       | Versions            | Notes                       |                  |
| Avions de chasse          | Avions de chasse | Avions de chasse       | Avions de chasse | Avions de chasse    | Avions de chasse            | Avions de chasse |
| ------------------------- | ---------------- | ---------------------- | ---------------- | ------------------- | --------------------------- | ---------------- |
| Mikoyan-Gourevitch MiG-27 | Union soviétique | Avion d'attaque au sol | 90               | MiG-27ML Flogger J2 | Retiré le 27 décembre 2019. |                  |

## Galerie

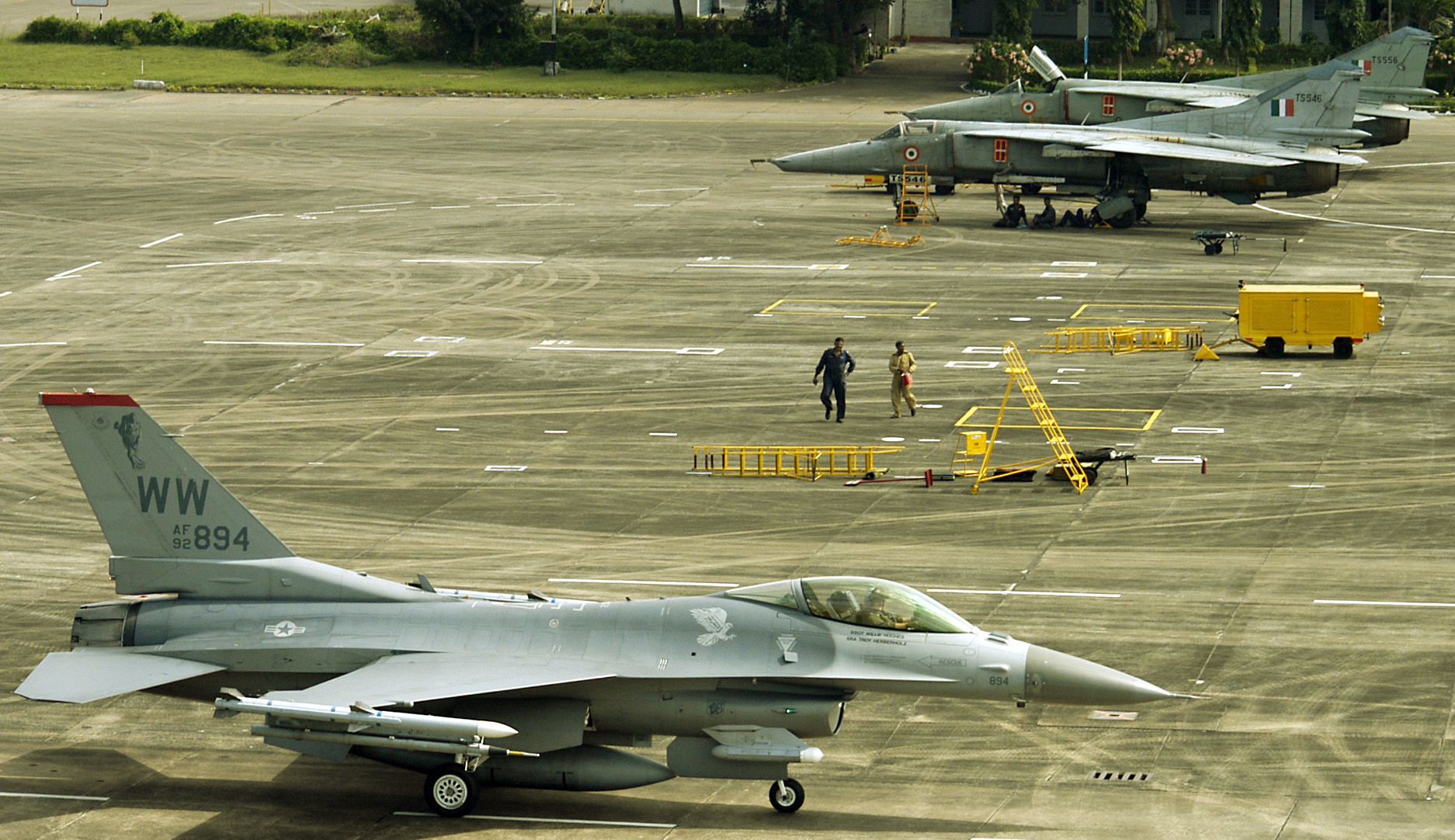
2 MiG-27 derrière un F-16 américain en 2006.
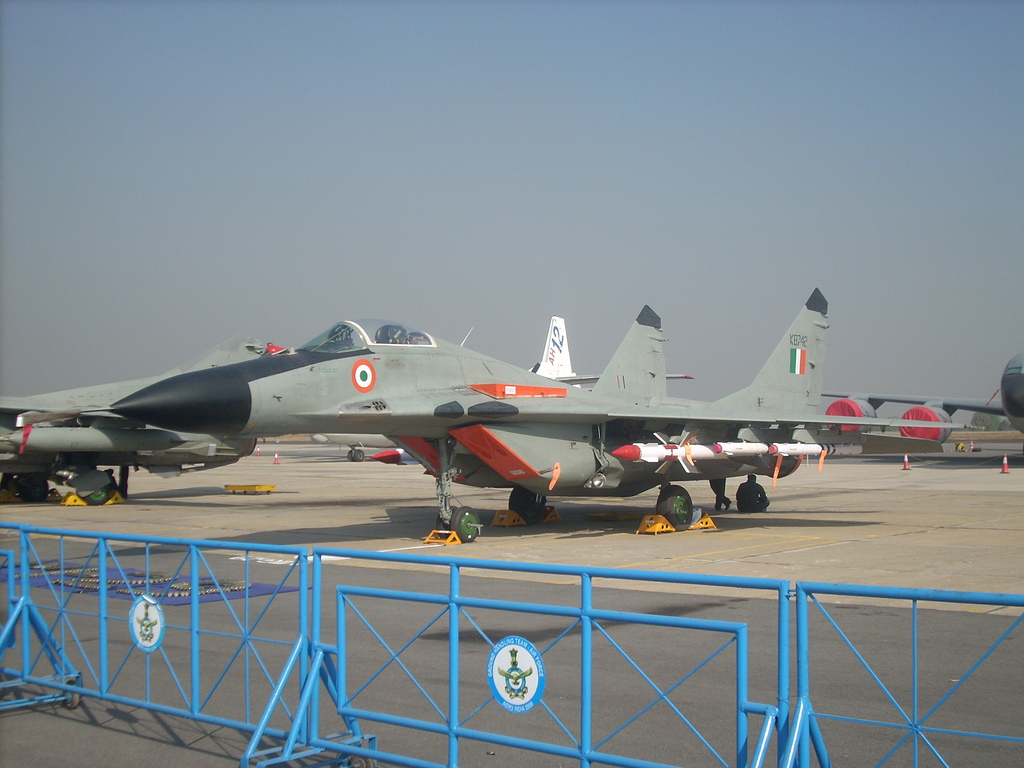
Un MiG-29 en 2009.
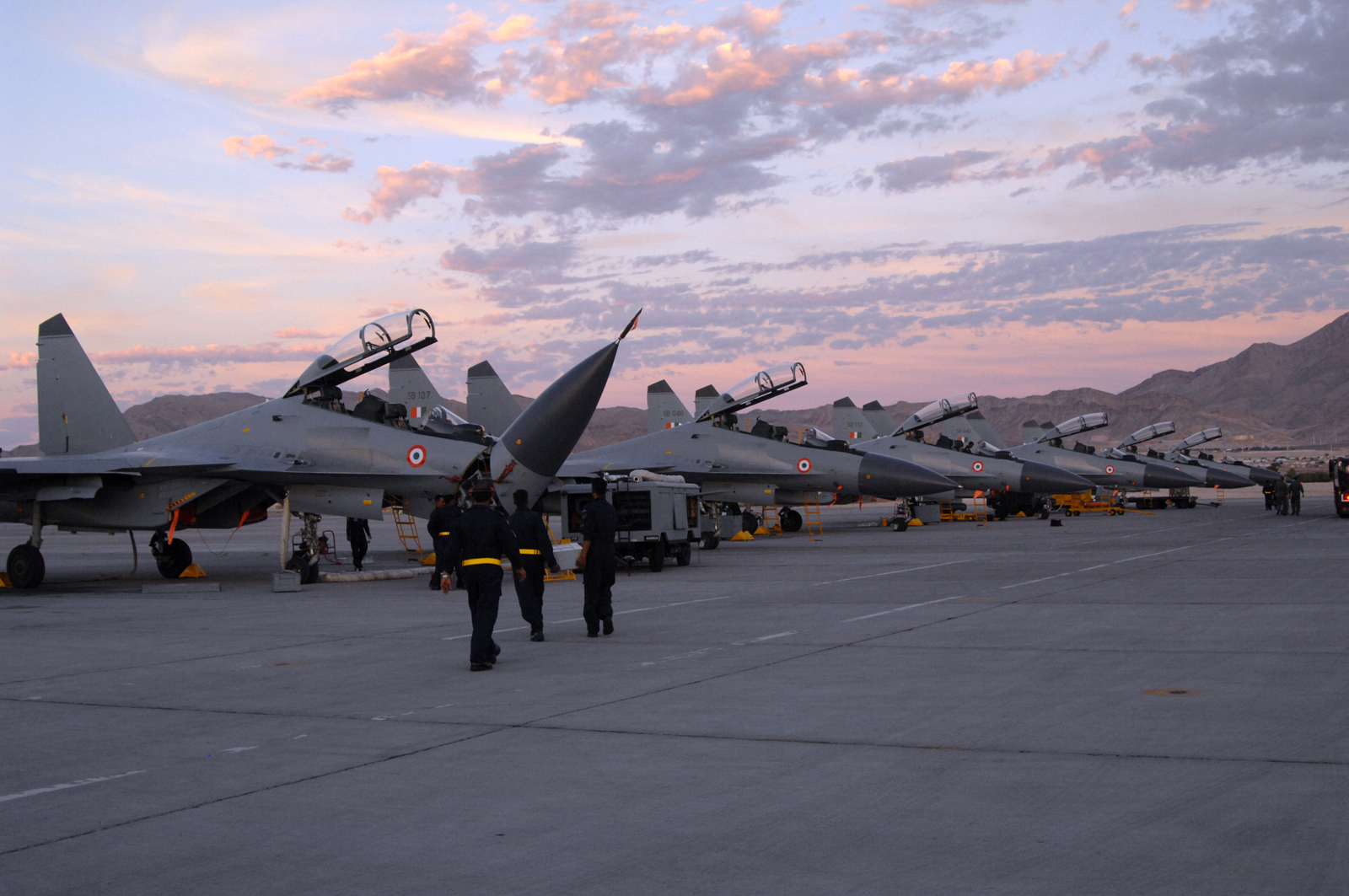
Une rangée de Su30-MKI à Nellis Air Force Base en 2008.
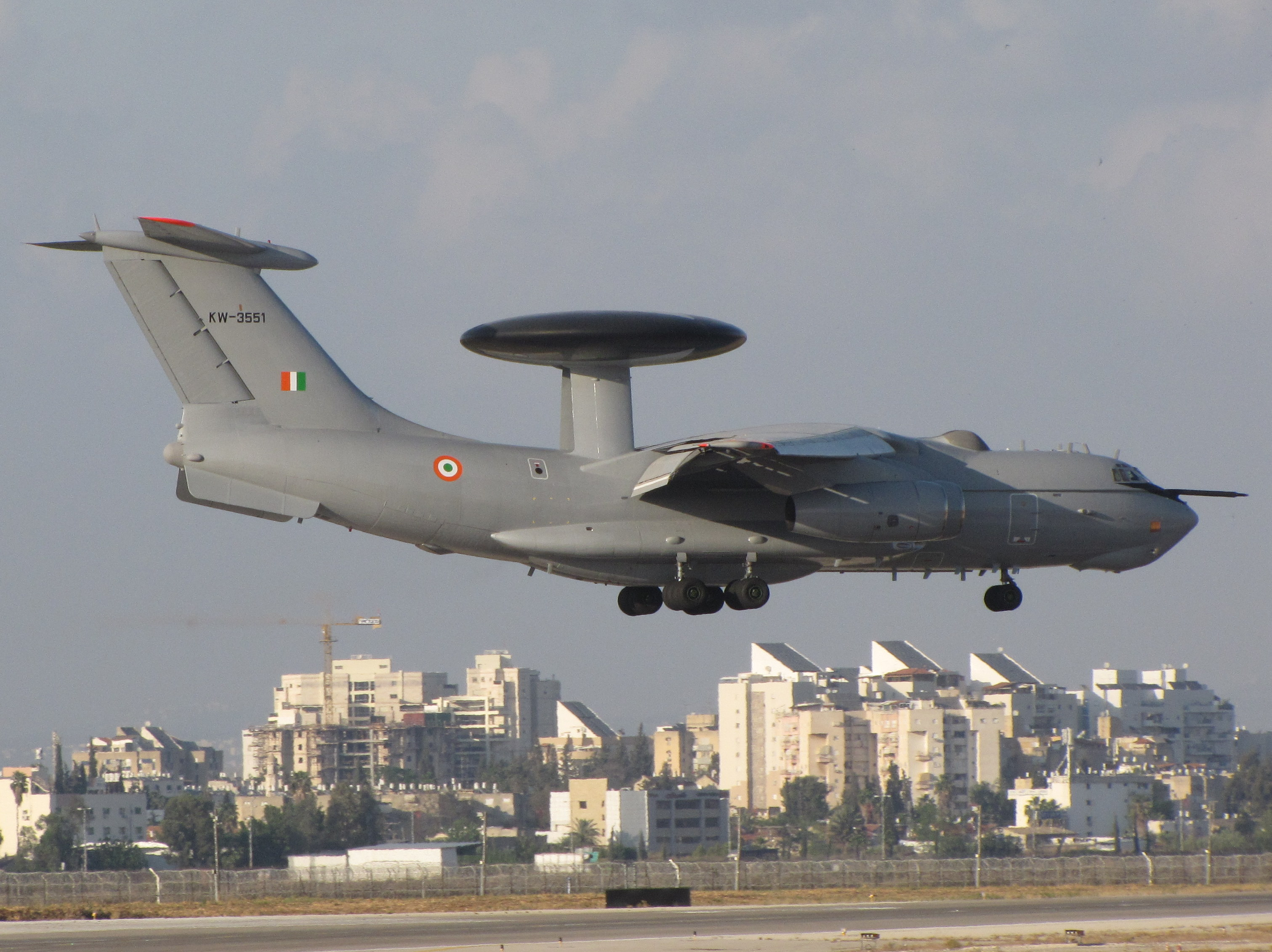
Un Beriev A-50 indien équipé d'un EL/M-2090.
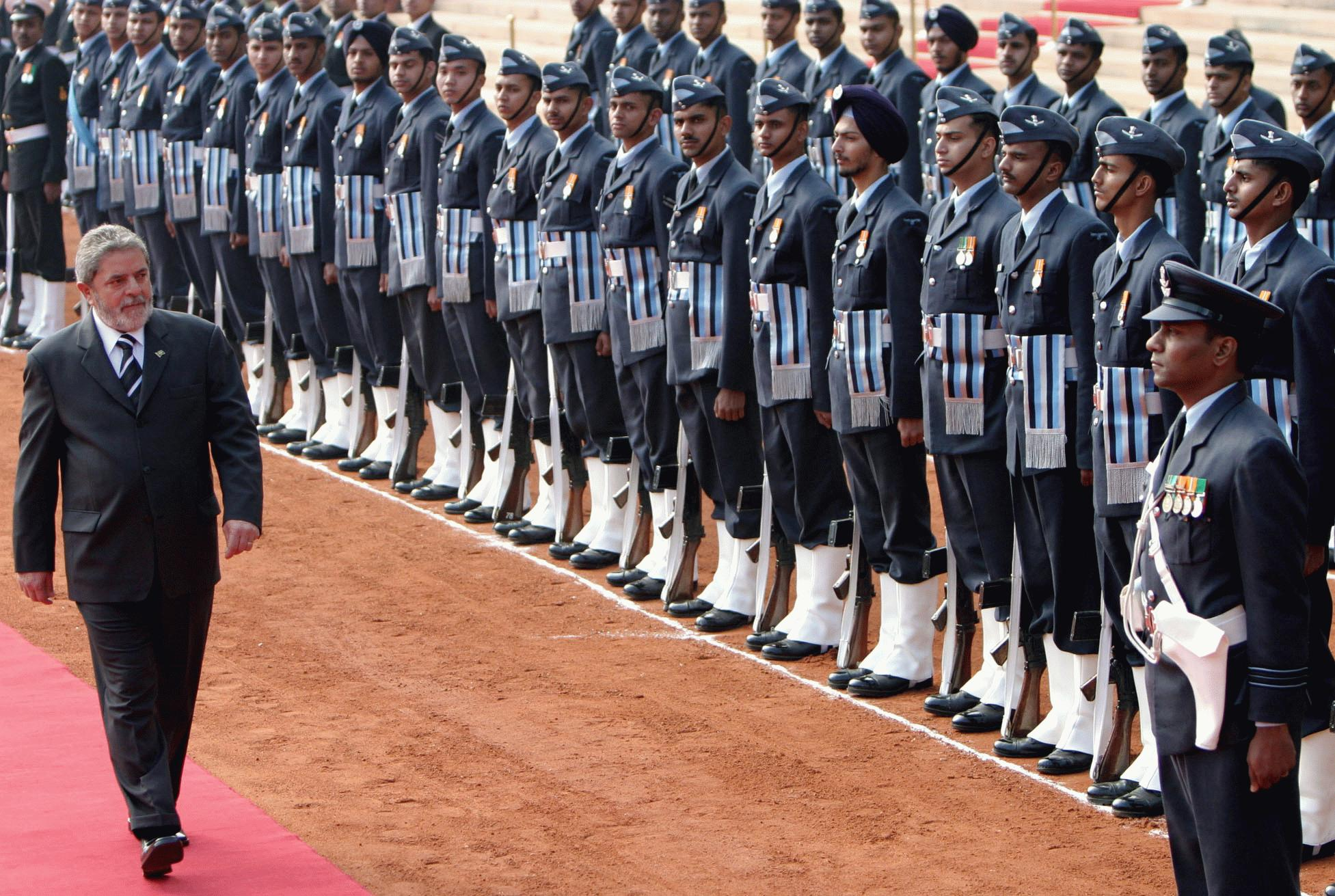
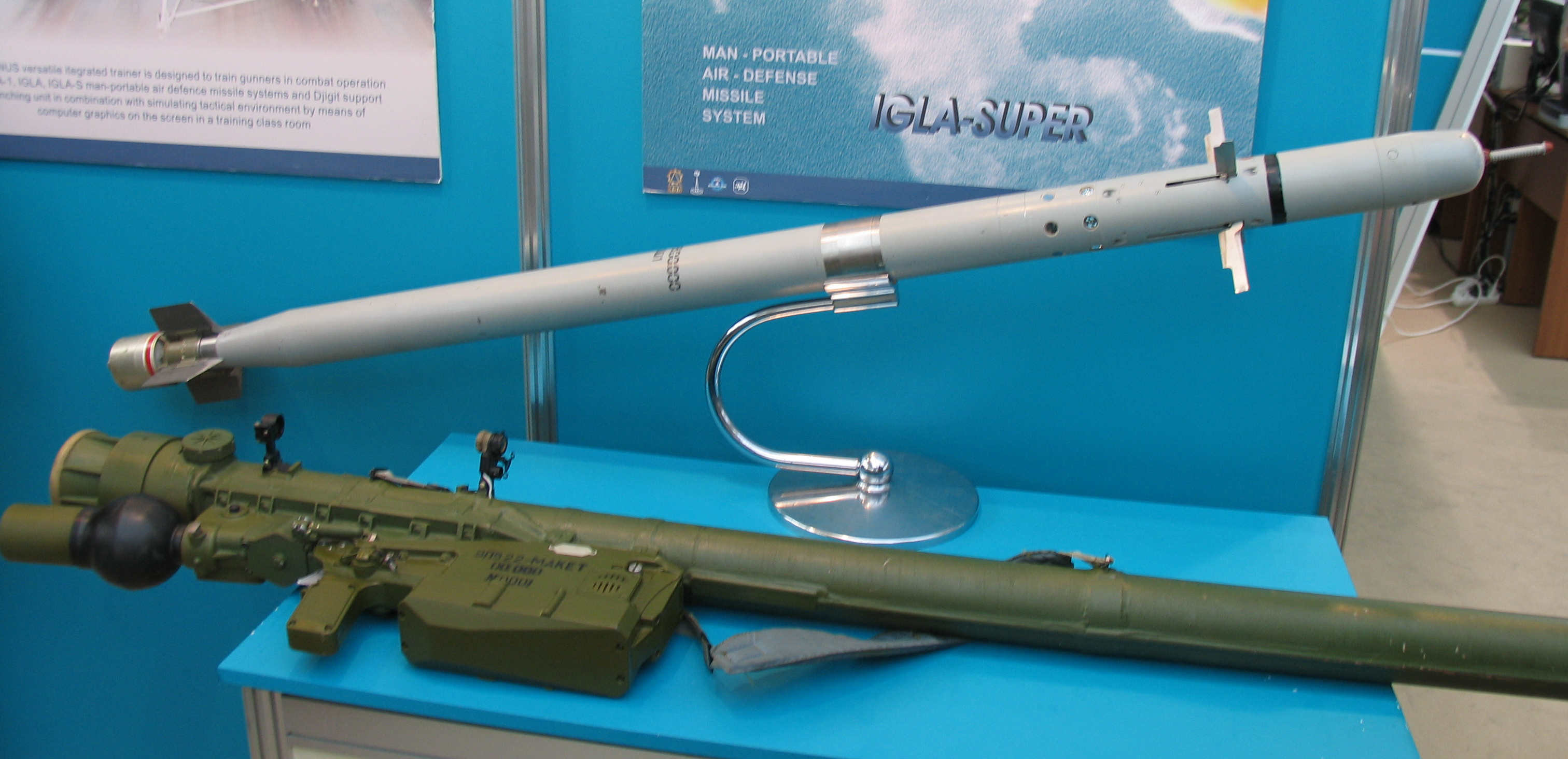
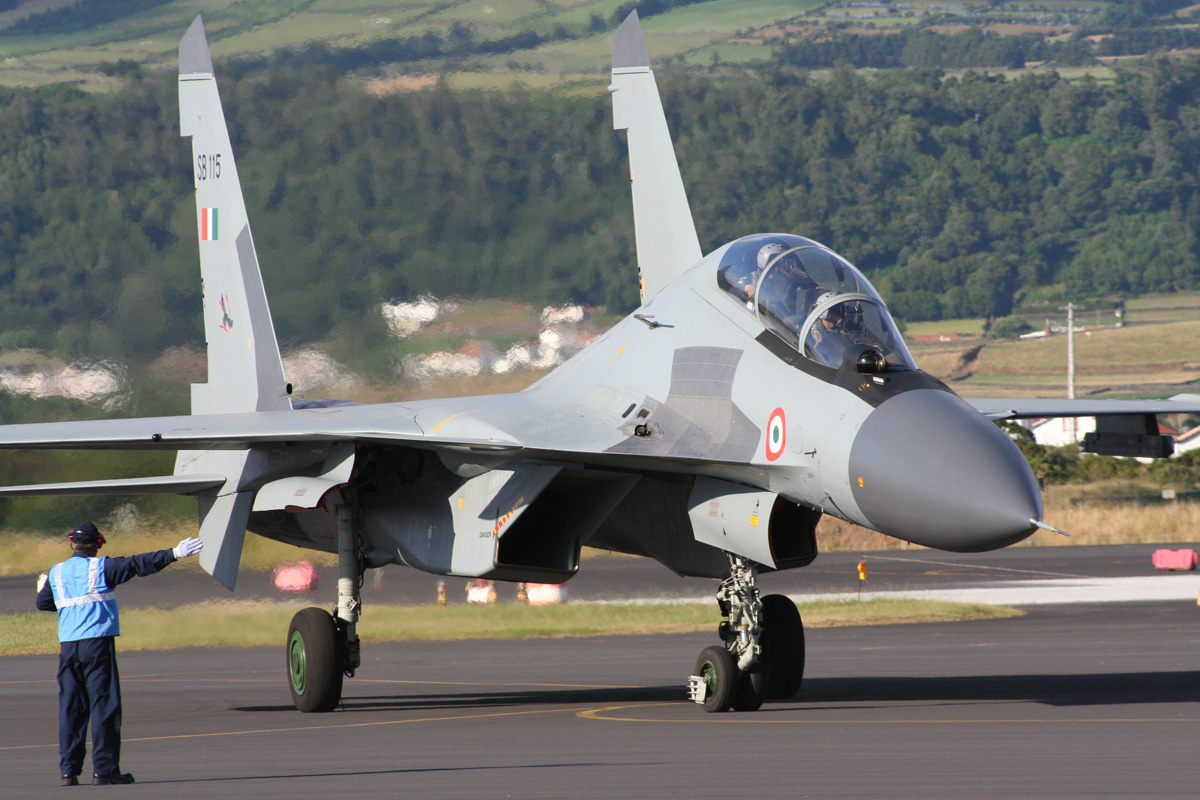
Su-30 MKI en 2008.
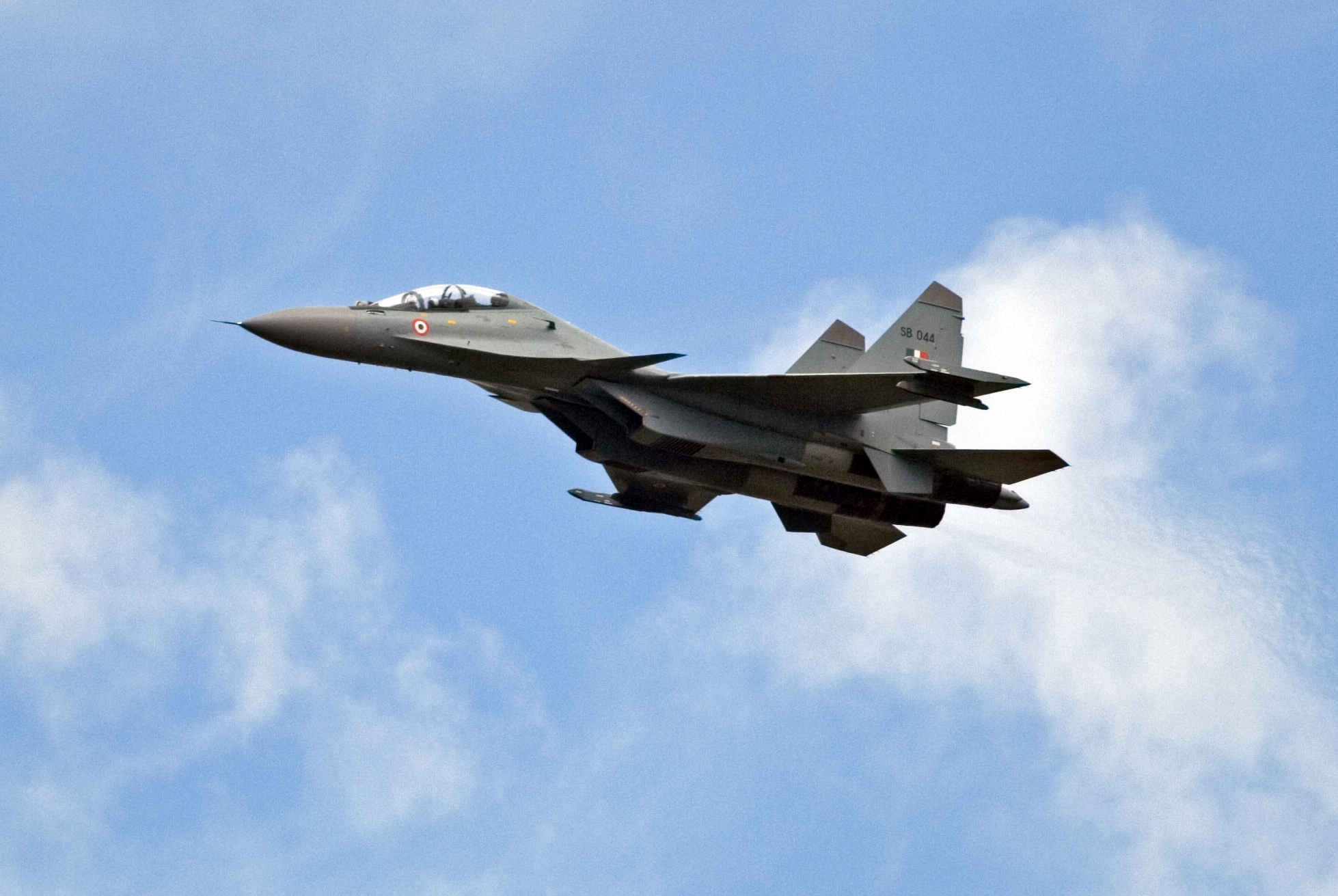
Su-30 de l'IAF (2007).
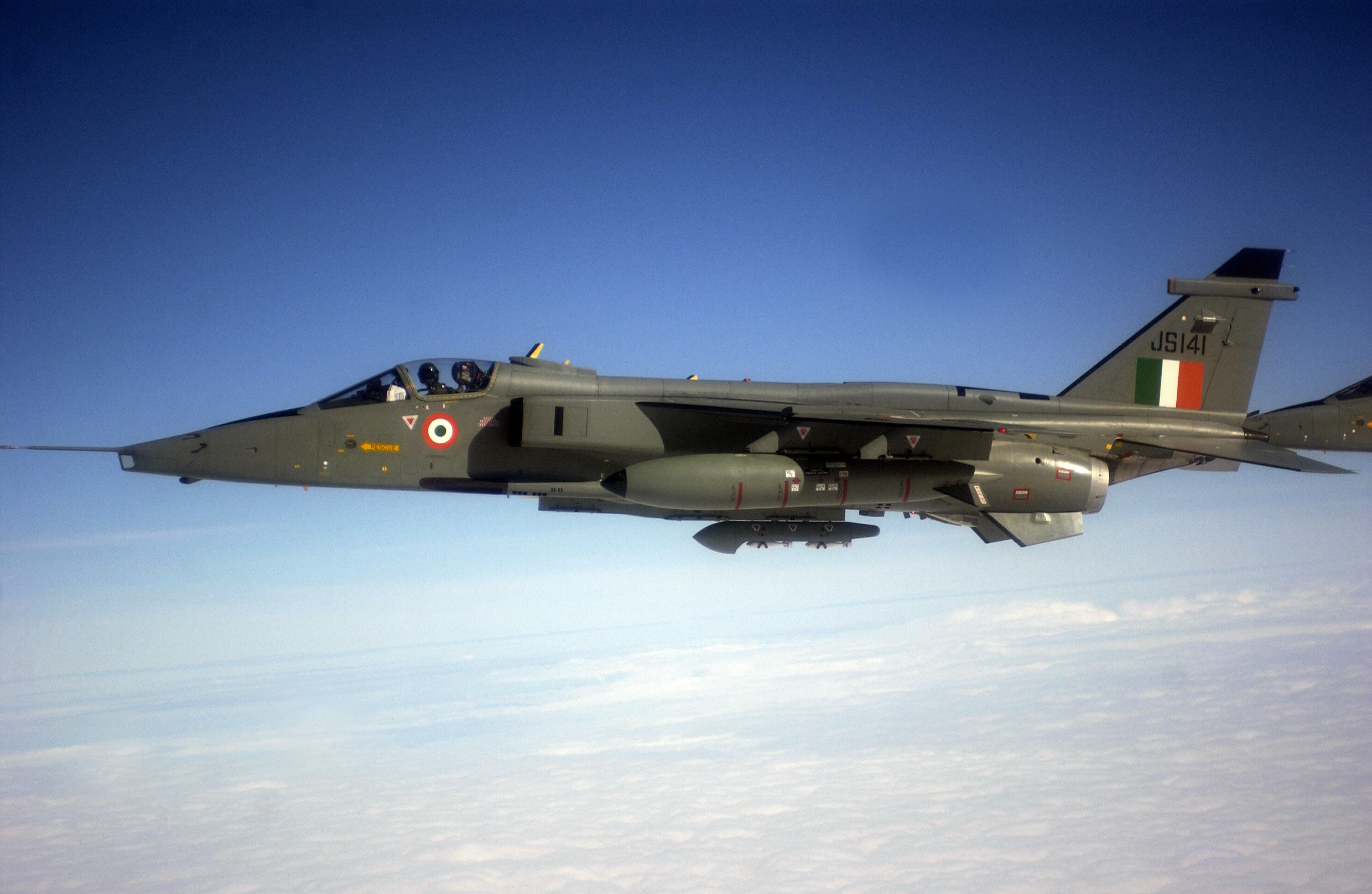
Un Jaguar GR-1 en 2004.
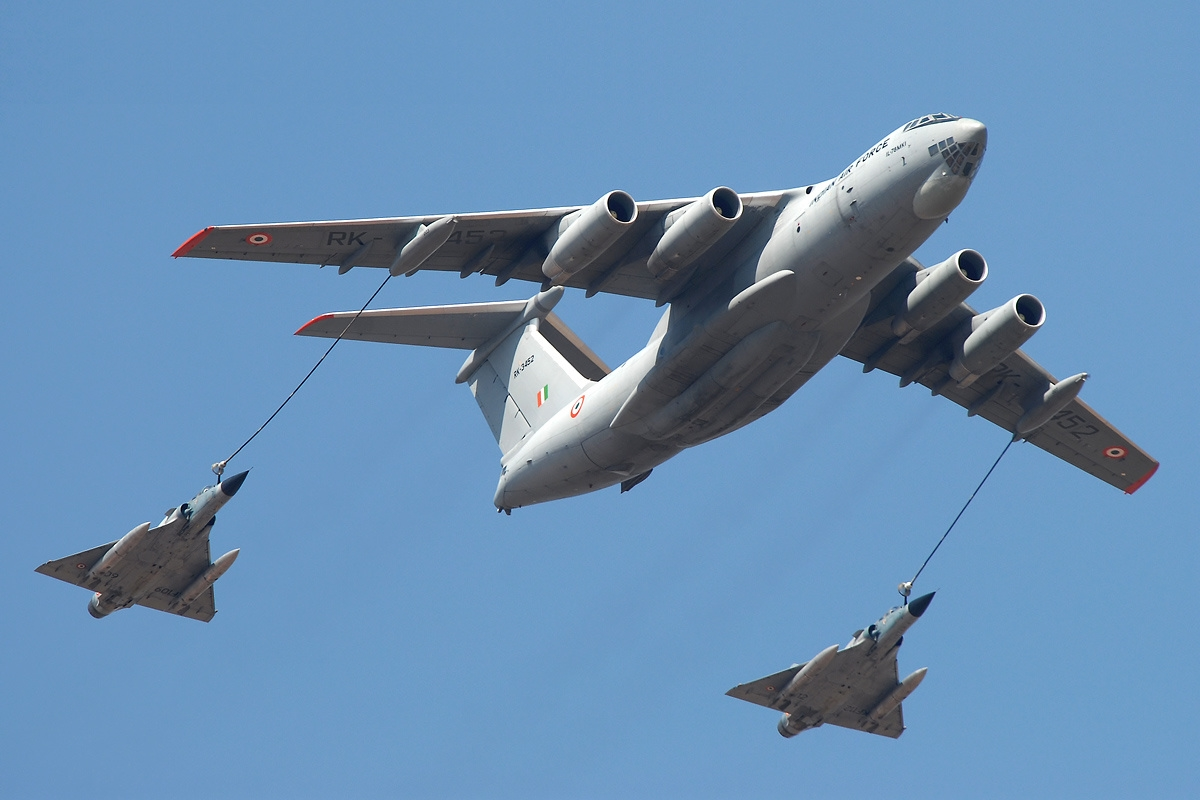
Un ravitailleur Il-78 avec deux Dassault Mirage 2000.
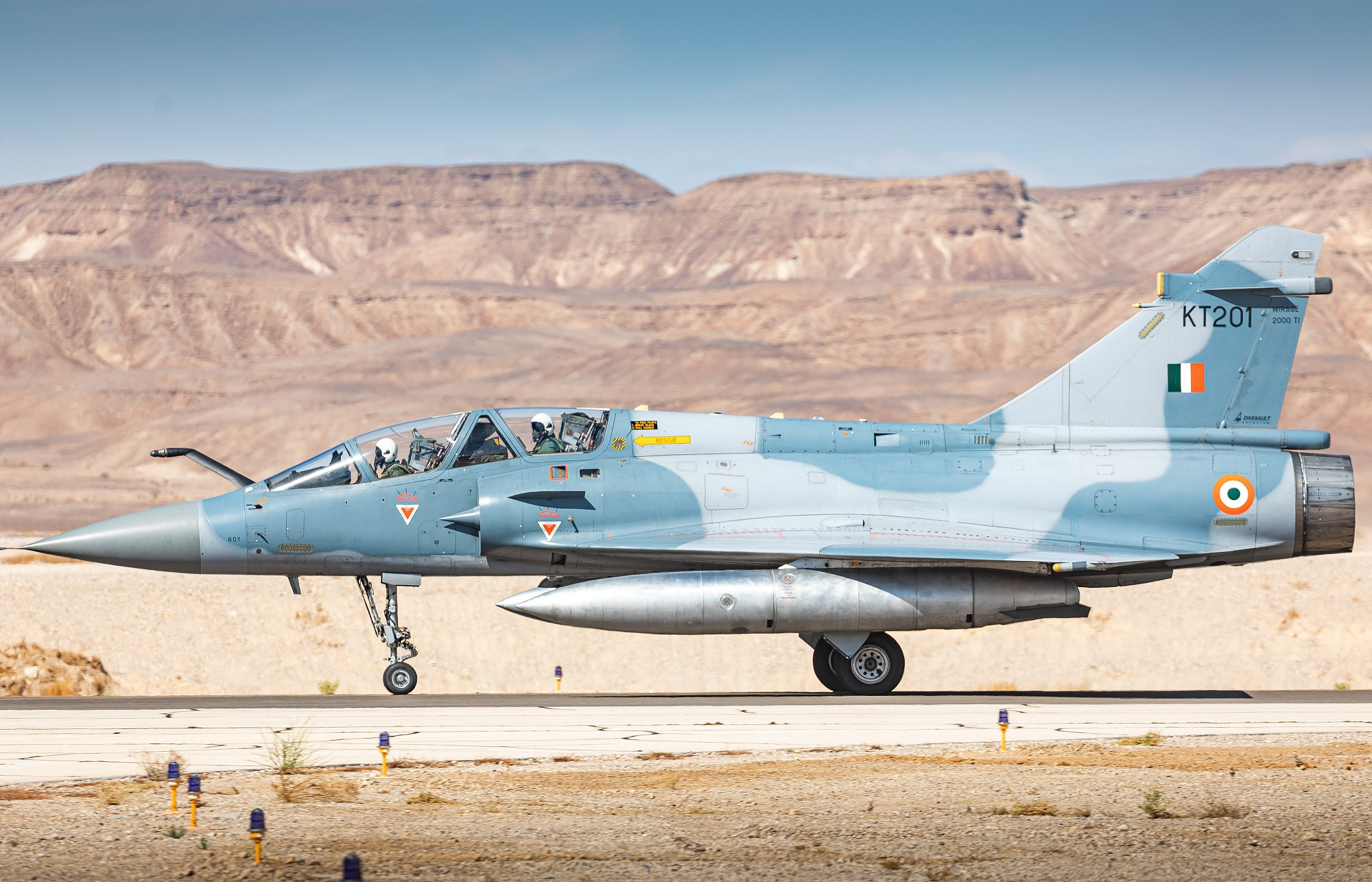
Un mirage 2000 indien lors de l'exercice Blue Flag en 2021
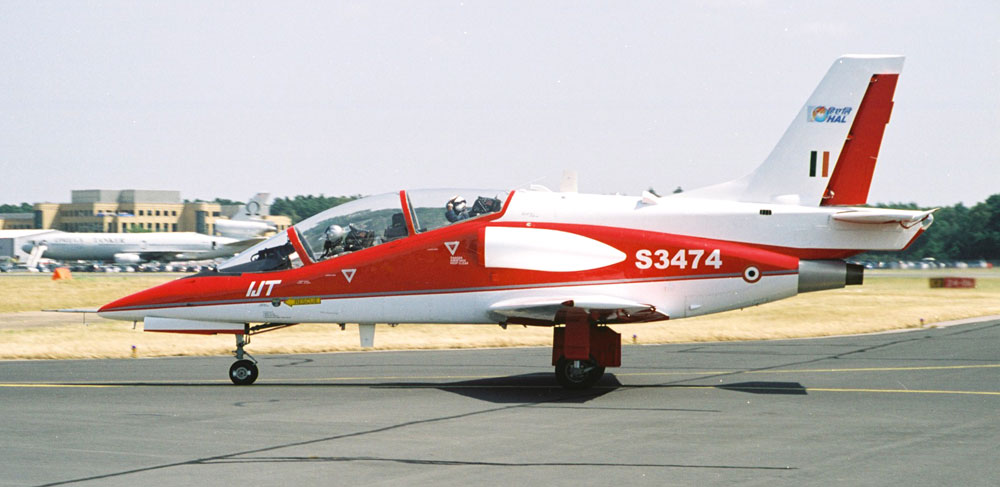
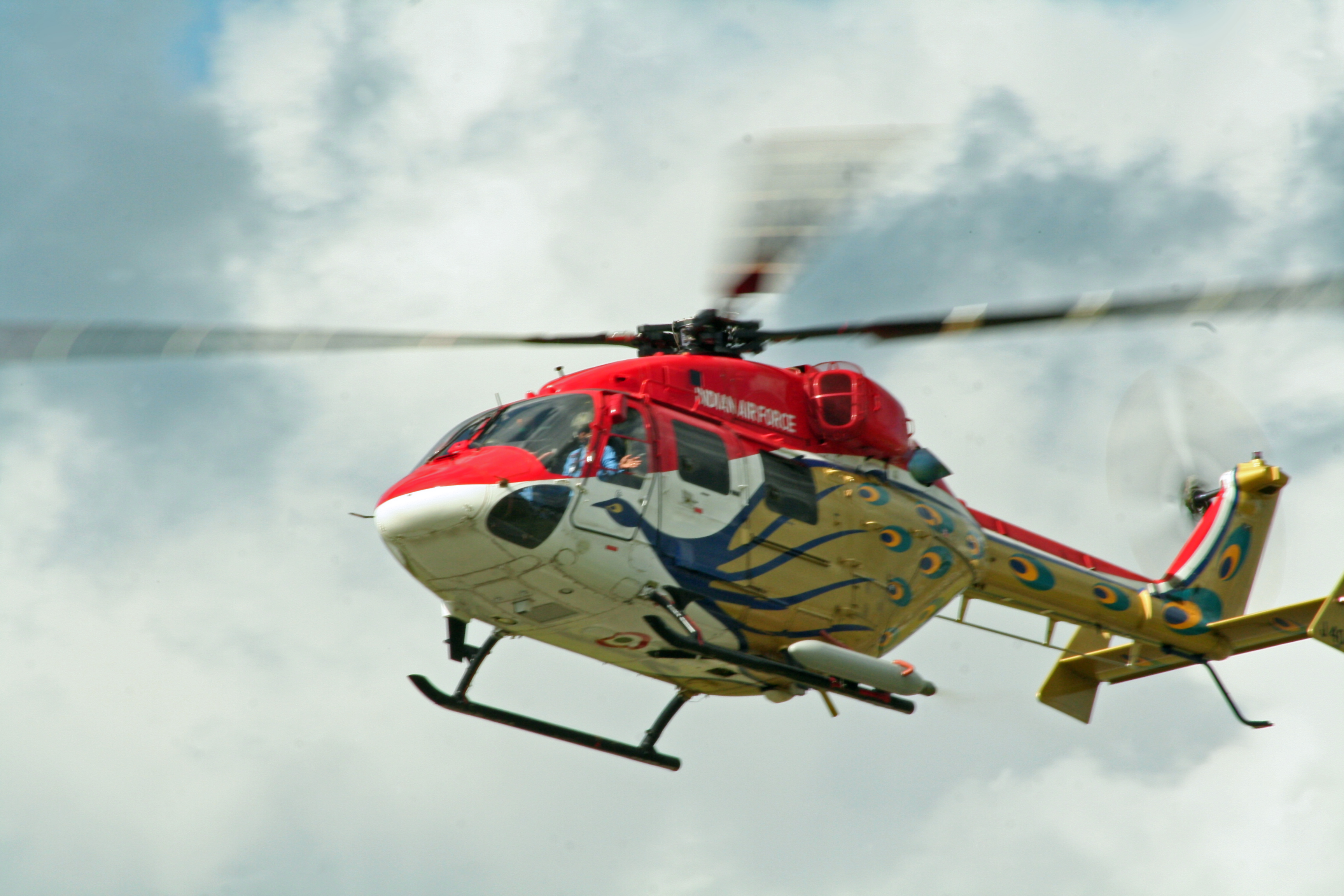
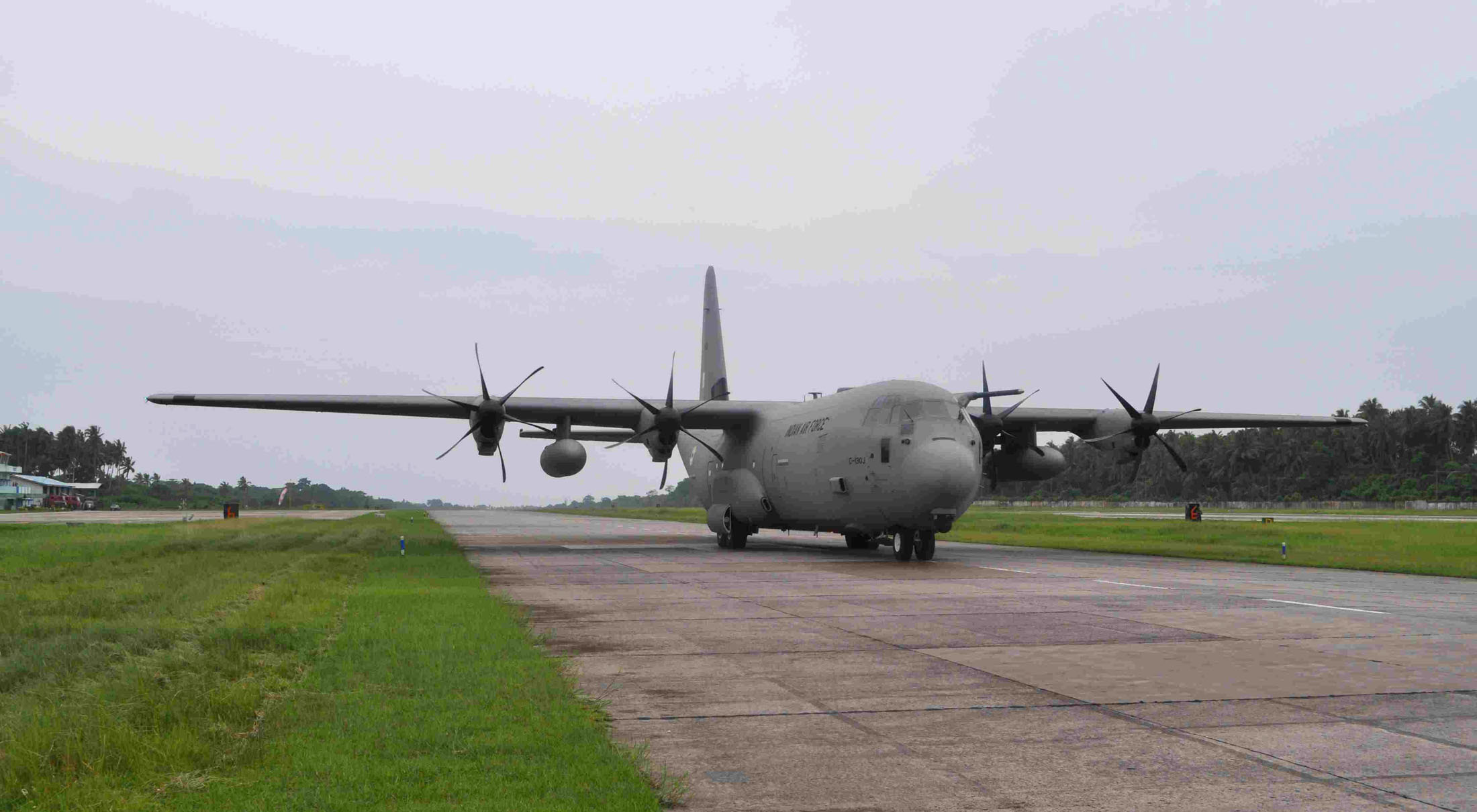
Un C130 super Hercule atterrissant sur la Car Nicobar AFS.
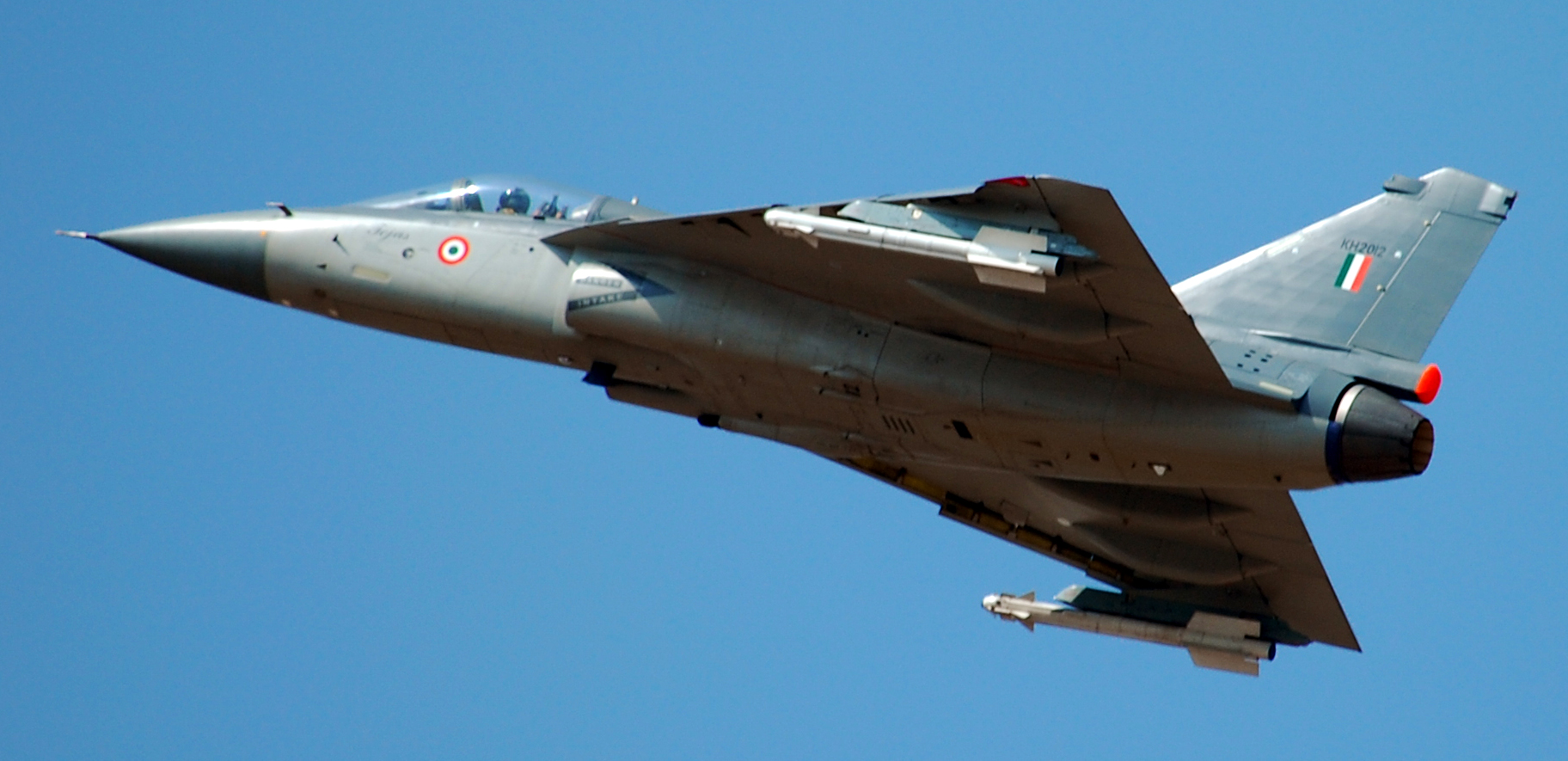
Un prototype d'HAL Tejas en vol en 2009.
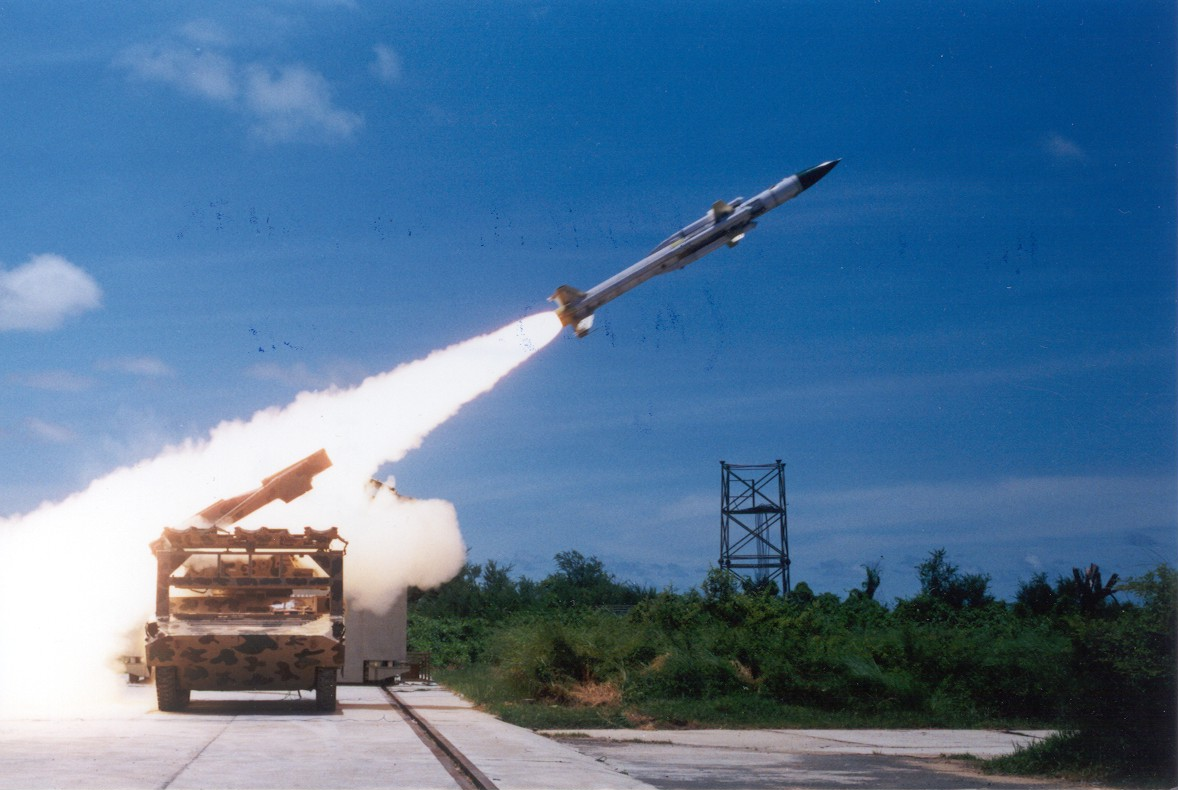
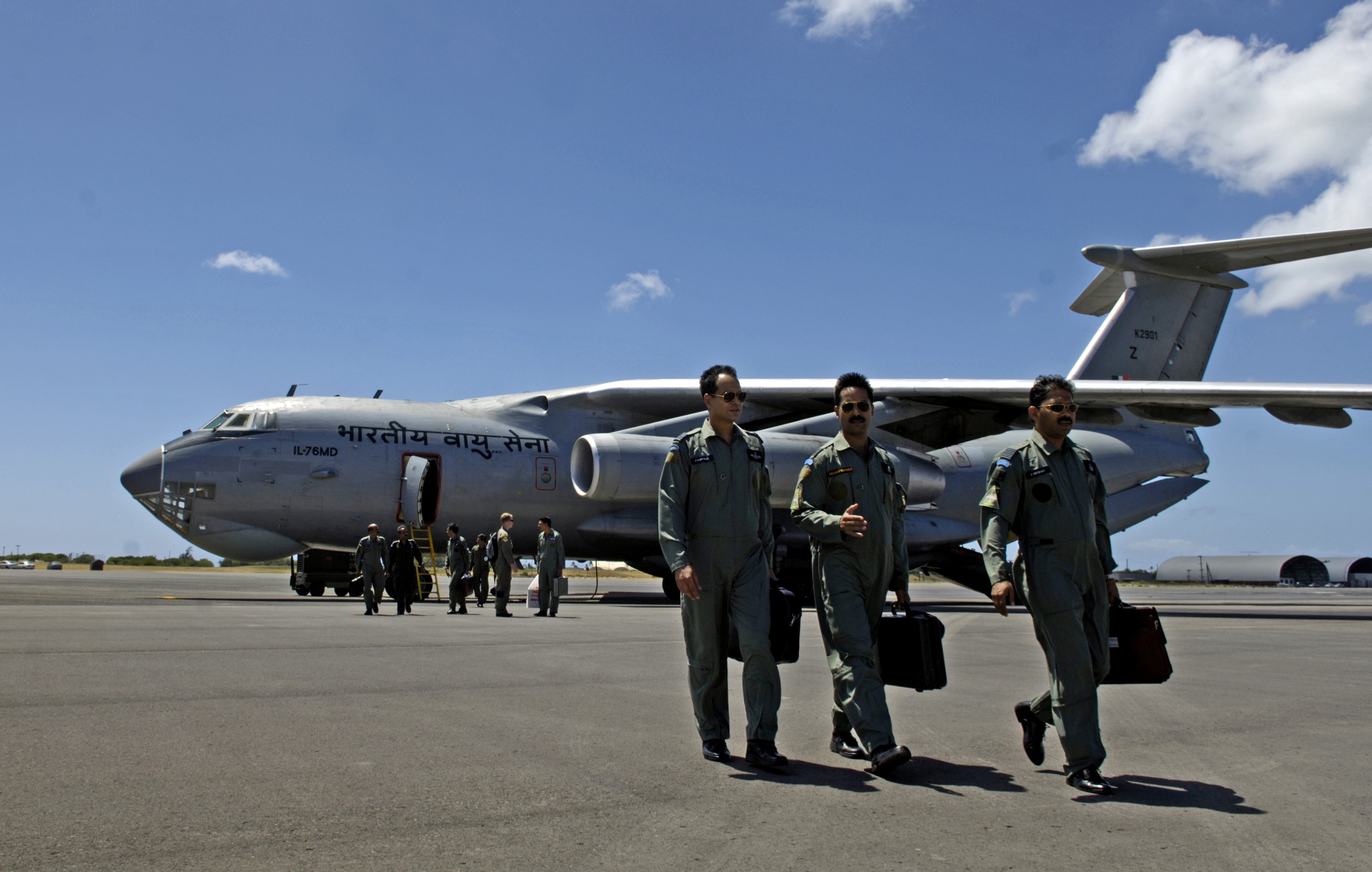
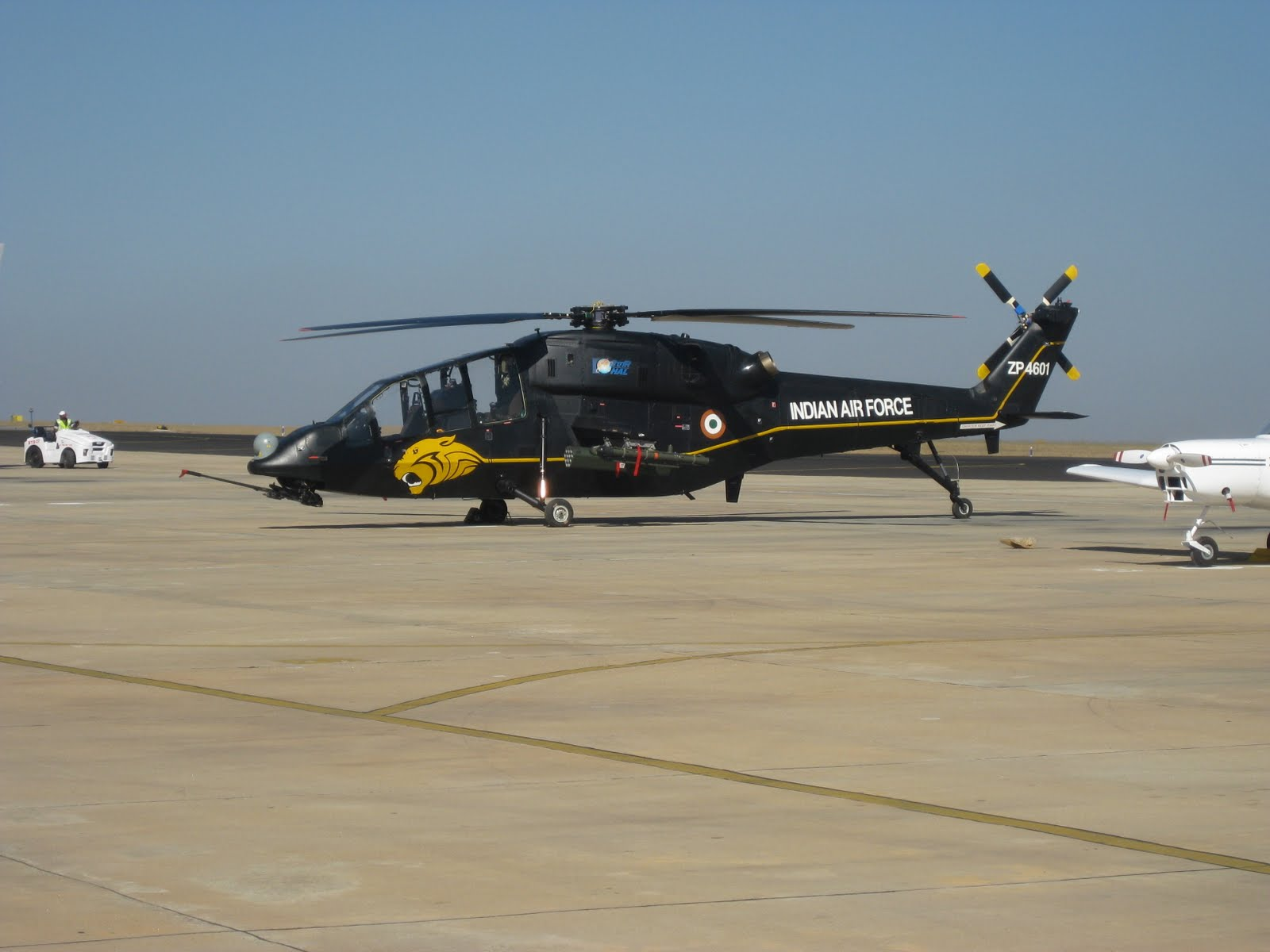
Prototype du HAL Light Combat Helicopter.
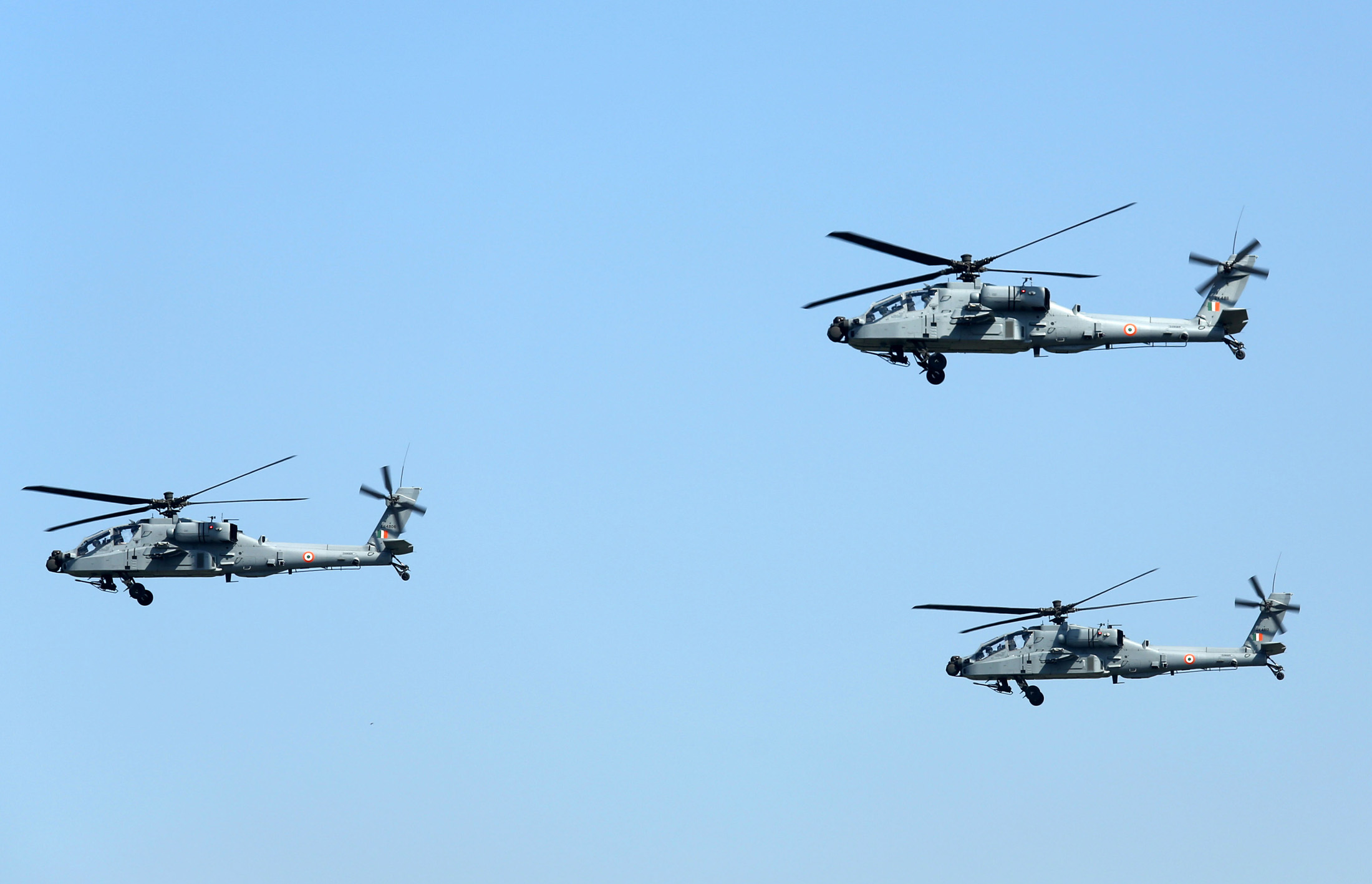
Des Apache lors de la parade du jour de l'IAF, le 8 octobre 2019.